# Една вълшебна Коледа
„Една вълшебна Коледа“ (на английски: One Magic Christmas) е фентъзи от 1985 г. на режисьора Филип Борсос. Пуснат е от „Уолт Дисни Пикчърс“ и участват Мери Стийнбъргън и Хари Дийн Стантън. Заснет е в Мийфорд, Онтарио с някои сцени в Оуен Саунд, Онтарио, Канада.